# Myzostoma filicauda
Myzostoma filicauda is een ringworm uit de familie Myzostomatidae.
Myzostoma filicauda werd in 1883 voor het eerst wetenschappelijk beschreven door Graff.